# Hiri motu
El hiri motu (o jirimotu) es un idioma oficial de Papúa Nueva Guinea. Es un pidgin del motu, idioma hablado en la provincia central, que nació hacia 1880 en los alrededores de Port Moresby. La fonología y la gramática son diferentes, por lo cual los hablantes de hiri motu no pueden entender el motu, aunque las lenguas son similares léxicamente en un 90 %. Es hablado por entre 120.000 y 200.000 personas. Su código ISO 639-1 es ho y el ISO 639-2 es hmo.